# Rádio Excelsior da Bahia
A Excelsior FM, também conhecida como Rádio Excelsior da Bahia, é uma emissora da Fundação Dom Avelar Brandão Vilela, vinculada à Arquidiocese de São Salvador da Bahia. Rádio com sede em Salvador, tem uma abrangência regional, cobrindo mais de cinquenta municípios baianos. É mantida graças à ajuda dos fiéis católicos, através do Clube Excelsior Vida.
Seu slogan é: "A voz do Senhor do Bonfim". Seus estúdios estão localizados no bairro do Garcia, enquanto seus transmissores para FM está localizado no campus da Universidade Católica do Salvador, no bairro da Federação.

## História

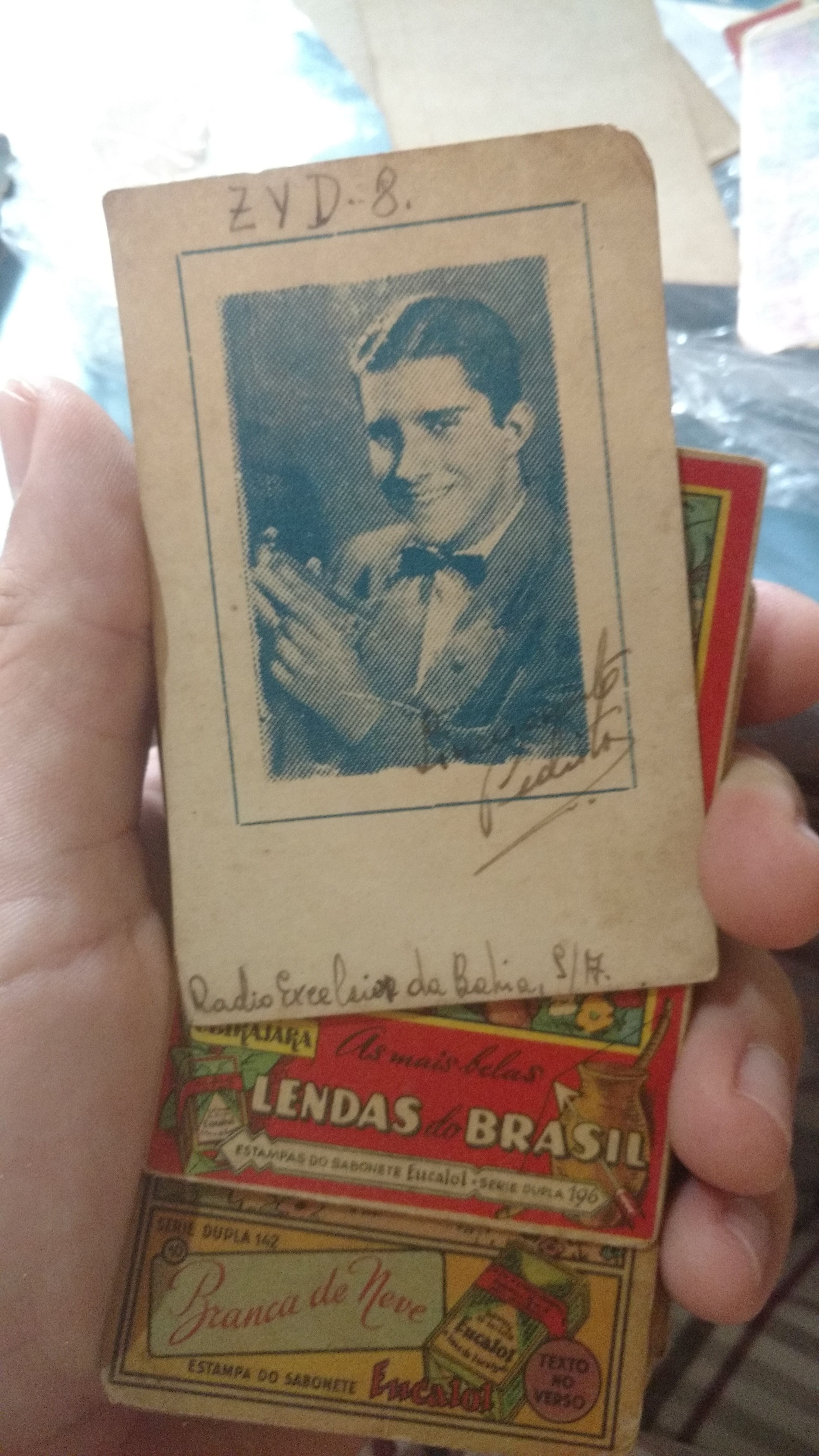
Cartão antigo com autógrafo da Rádio Excelsior da Bahia.

A Rádio Excelsior da Bahia S/A foi fundada em 2 de setembro de 1941, há 73 anos, pelo Frade Franciscano Hildebrando Kruthalp, de origem alemã. Em 5 de junho de 1942 foi autorizada a funcionar pelo Decreto N° 9.603, do então Presidente da República, Getúlio Vargas.
Foi inaugurada solenemente pelo cardeal Dom Augusto Álvaro da Silva em 21 de junho de 1944, a Rádio Excelsior, ZYD-8, teve como sede inicial o Palacete Álvaro Martins Catarino, situado à Avenida Tiradentes, 299, Largo do Papagaio, em Itapagipe.
Em 1 de novembro de 2016, estreou na frequência FM 106.1, substituindo a Rádio Vida FM.
Em março de 2024, a Rádio Excelsior deixa a frequência 106,1 MHz e dá lugar à Rádio Cardeal FM também controlada pela Fundação Dom Avelar Brandão Vilela, deixando o dial FM da capital baiana, a rádio retornaria ao FM, desta vez em 106,7 MHz, na véspera de Natal do mesmo ano.
Em 5 de abril de 2025, a Rádio Excelsior encerrou suas transmissões em 840 kHz, permanecendo somente em 106,7 MHz, como parte da migração de frequências em AM para FM.